# Cestrus altacima
Cestrus altacima là một loài tò vò trong họ Ichneumonidae.